# オーエンズボロ
オーエンズボロ（英: Owensboro）は、アメリカ合衆国ケンタッキー州の都市。デイビース郡の郡庁所在地である。人口は6万0183人（2020年）。アメリカ国道60号線沿いにインディアナ州エバンズビルから南東50キロメートルに位置し、オーエンズボロ都市圏の主要都市である。市の名前はエイブラハム・オーエン大佐に因んで名付けられた。イリノイ州、インディアナ州およびケンタッキー州で作る3州地域ではエバンズビルに次いで第2位の大きさである。

## 歴史
人類学研究に拠れば、この地域の先住民文化は12,000年前まで遡ることができ、18世紀末にショーニー族インディアンの最後の者がこの地域を明け渡すよう強いられた時まで続いた。伝説では、ケンタッキーは概して「暗く血塗られた土地」だった。インディアンは狩猟場としては満足していたが進んで定着はしなかったという民間信仰からでてきた神話である。南北戦争（1861年-1865年）では、オーエンズボロが北部と南部への忠誠で分裂した。北軍に就いて戦ったが、心情的には南部側だった。南北戦争でオーエンズボロが唯一有名になった機会は、終戦後の1865年8月、ジョンソンのパルティザン・レンジャーズで士官だったジャック・ベネット大尉がテネシー州から南軍ゲリラ部隊を率いてこの町を襲ったことだった。ベネット隊の兵士はオーエンズボロに騎り入れ、地元銀行を襲おうとして成功せず、第108有色人歩兵連隊から13人の北軍兵を捕まえて処刑し、その遺体を補給用ボートの上で焼いた後にテネシー州に戻った。6日間で総延長300マイル (480 km) を馬で踏破したことになった。
オーエンズボロは1790年代に開拓者ウィリアム・"ビル"・スメザーズが入植しており、彼に因んで川に面した公園が名付けられている。ケンタッキー州歴史標識第744号はこの公園に彼の栄誉を称えて建立された。この開拓地はオハイオ川の岸の色を暗示するイエロー・バンクスと呼ばれた。1817年、イエロー・バンクスはエイブラハム・オーエン大佐に因んだオーエンズボロ（Owensborough）という名前で市として編入された。オーエン郡も彼の名前に因むものである。1893年に綴りを今の形（Owensboro）に変えた。
1887年にフレデリック・A・エイムズがペンシルベニア州ワシントンからオーエンズボロに来た。エイムズは馬車を修理するキャレッジ・ウッドストック会社を始めた。1910年にはエイムズというブランド名で自動車の量産を始めた。エイムズは1912年に実業家ビンセント・ベンディックスを雇い、この会社はエイムズ自動車会社になった。
その商品はテキサス州のカーディラーから「1500ドルでは最良の」車と言われたが、1915年には自社モデルの生産を止めた。その後売れ行きの良かったフォード・モデルTの交換用車体の製造を始めた。1922年に再度会社を建て直し、エイムズ・コーポレーションの名前で家具の製造を始めた。最後は1970年にホワイトオール・ファニチャーに身売りした。
1936年8月14日、オーエンズボロ中心街はアメリカ合衆国でも最後の公開処刑の場所となった。レイニー・ベシーが70歳のリスチャ・エドワーズを強姦し殺害した罪で処刑された。
1937年、ローマ教皇ピウス11世がローマ・カトリック教会オーエンズボロ教区を設立し、ケンタッキー州西部の3分の1を教区に含めた。そこは32郡、面積は約12,500平方マイル (32,000 km2) ある。
第二次世界大戦の終わりに土木工事事業が起こされ、オーエンズボロは眠っているような工業町から1960年代に移るときまでに現代的な拡大する地域社会に変わった。その多くは土木コンサルタント会社であるジョンソン・デップ・アンド・クイゼンベリーによって起こされ、その後郡空港滑走路を再設計した。デップはケンタッキーの古く大きな家庭の一員に過ぎなかったが、そこから1960年代に俳優のジョニー・デップが生まれ、さらに有名なものとしてケンタッキー・フライド・チキンの設立者カーネル・サンダースの本拠になった。
1961年、オーエンズボロにあるゼネラル・エレクトリック工場の技師たちがコンパクトロンと呼ばれる真空管を発明した。

## 地理
オーエンズボロは北緯37度45分28秒 西経87度7分6秒 / 北緯37.75778度 西経87.11833度に位置し、オハイオ川の屈曲部にある。アメリカ合衆国国勢調査局に拠れば、市域全面積は18.7平方マイル (48.3 km2)、このうち陸地は17.4平方マイル (45.1 km2)、水面は1.2平方マイル (3.2 km2)で水域率は6.59％である。
ブルーグラスの州ケンタッキーで、オハイオ川の南岸が蛇行して南に5マイル (8 km) 以上伸びた所に、拡がる鋼の町オーエンズボロがある。ミズーリ州で第2の都市セントルイスは北西200マイル (320 km) にあり、120マイル (190 km) 南にはカントリーミュージックの故郷テネシー州メンフィスがある。オハイオ川の北岸はインディアナ州であり、東はバージニア州で、ケンタッキー州は当初その一部だった。

## 人口動態
以下は2007年の人口統計データである。
| 基礎データ - 人口: 55,398人 - 世帯数: 22,659世帯 - 家族数: 14,093家族 - 人口密度: 1,198.4人/km2（3,102.9人/mi2） - 住居数: 24,302軒 - 住居密度: 538.6軒/km2（1,394.7/mi2） 人種別人口構成 - 白人: 90.63% - アフリカン・アメリカン: 6.90% - ネイティブ・アメリカン: 0.12% - アジア人:0.51% - 太平洋諸島系: 0.02% - その他の人種: 0.55% - 混血: 1.28% - ヒスパニック・ラテン系: 1.03% 年齢別人口構成 - 18歳未満: 24.1% - 18-24歳: 9.8% - 25-44歳: 27.4% - 45-64歳: 22.4% - 65歳以上: 16.3% - 年齢の中央値: 37歳 - 性比（女性100人あたり男性の人口） - 総人口: 87.6 - 18歳以上: 82.6 | 世帯と家族（対世帯数） - 18歳未満の子供がいる: 28.8% - 結婚・同居している夫婦: 44.7% - 未婚・離婚・死別女性が世帯主: 13.9% - 非家族世帯: 37.8% - 単身世帯: 33.3% - 65歳以上の老人1人暮らし: 14.0% - 平均構成人数 - 世帯: 2.29人 - 家族: 2.91人 収入と家計 - 収入の中央値 - 世帯: 31,867米ドル - 家族: 41,333米ドル - 性別 - 男性: 33,429米ドル - 女性: 21,457米ドル - 人口1人あたり収入: 17,968米ドル - 貧困線以下 - 対人口: 15.9% - 対家族数: 12.2% - 18歳以下:20.9% - 65歳以上: 12.4% |

### 都市圏
2007年統計に拠れば、オーエンズボロ都市圏はデイビス、ハンコックおよびマクリーンの各郡を含んでいる。

## 法と政府

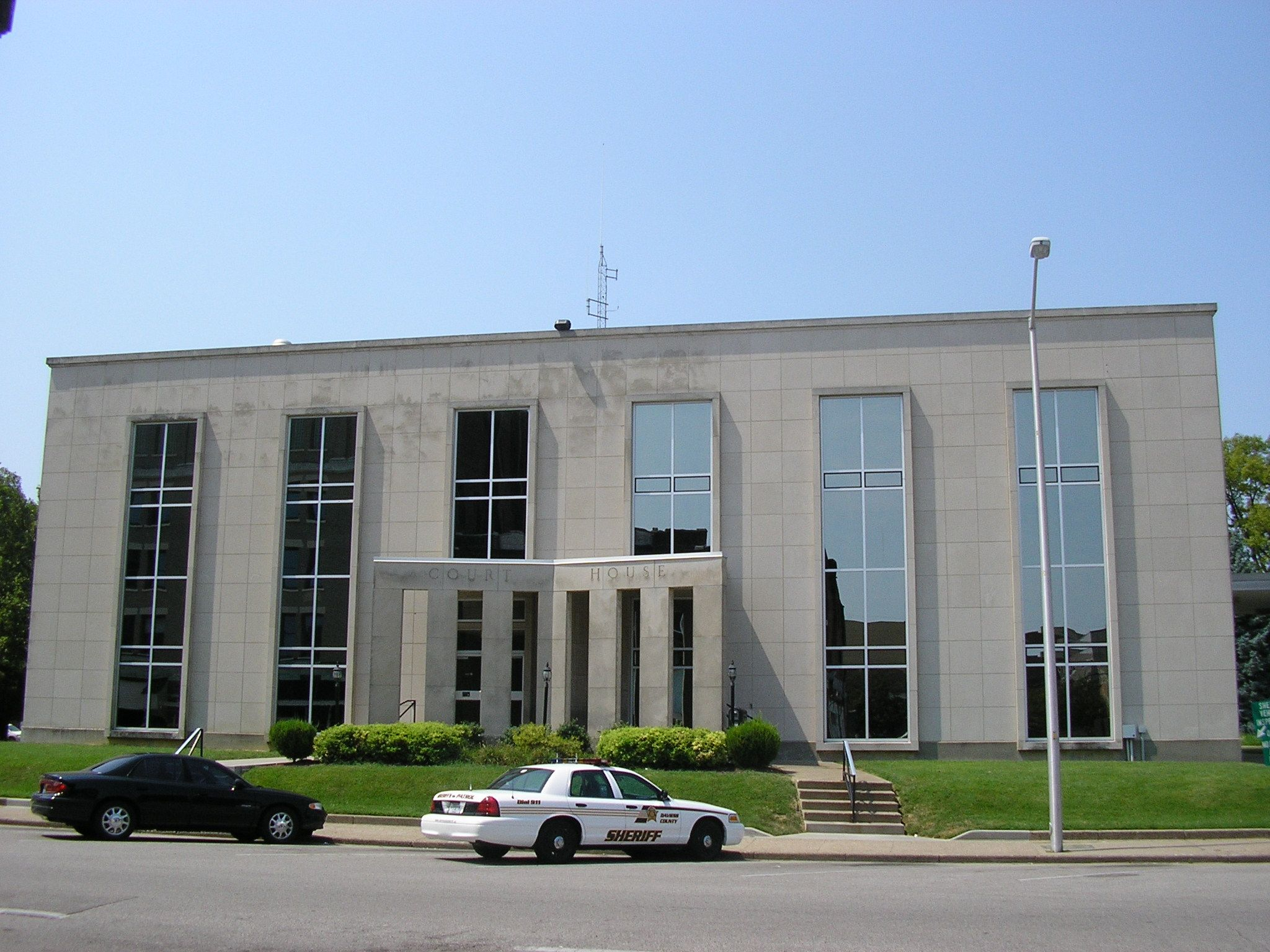
デイビス郡庁舎

オーエンズボロは1954年以降シティ・マネジャー方式を採っている。市民は市長1人と4人の市政委員を選出し、この5人が市政委員会を形成する。市政委員会は市の立法を担当し、市民の利益を代表している。市政委員会が日々市を運営するシティマネジャーを雇用している。
市長は4年任期である。各市政委員は2年ごとに選出される。シティマネジャーの任期は定義されておらず、その功績しだいである。

## 教育
オーエンズボロ公立教育学区、デイビス郡公立教育学区およびカトリック教会オーエンズボロ教区が、オーエンズボロとその周辺の幼稚園生から12年生までの教育を監督している。
オーエンズボロにはブレシア大学とケンタッキー・ウェスレヤン・カレッジの4年制大学2校と、公立のコミュニティ・カレッジであるオーエンズボロ・コミュニティ工科カレッジがある。ドローゴンズ・ジュニアカレッジとデイマー・カレッジのキャンパスもあり、西ケンタッキー大学は広大なキャンパスを保有している。
2006年にルイビル大学によってオーエンズボロ医療健康システムの一部であるミッチェル記念がんセンターに研究センターを設ける計画が発表された。ここではタバコからガルダシルと呼ぶヒト・パピローマ（乳頭腫）ウイルス・ワクチンを初めて作る研究が行われる。ルイビル大学の研究者アルバート・ベネット・ジェンソン博士とシン・ジェ・ギム博士がこのワクチンを発見した。成功すれば、オーエンズボロでワクチンが製造されることになる。

## 交通

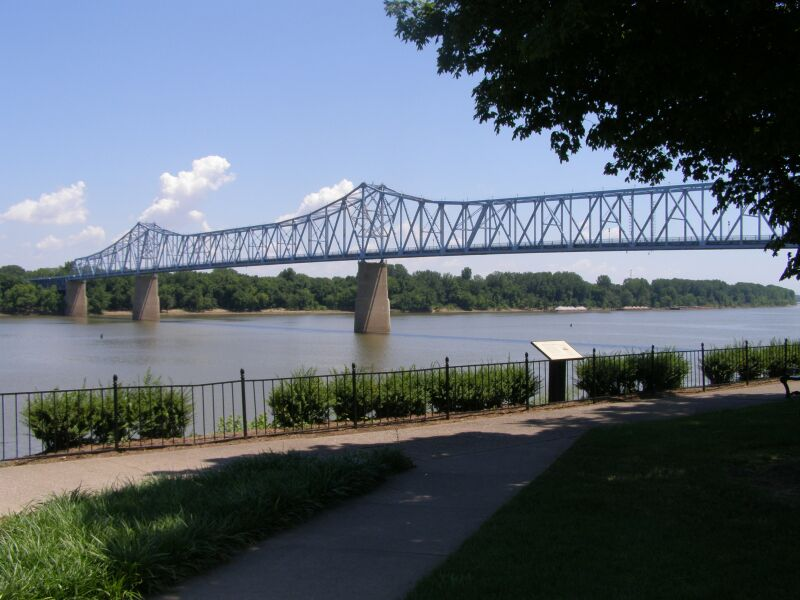
グロバー・ケーリー橋

アメリカ国道60号線と同431号線がオーエンズボロ中心街を走っている。アメリカ国道231号線と同60号線バイパスがオーエンズボロを取り囲むベルトウェイを形成している。ケンタッキー州道81号線、56号線、331号線、298号線、54号線および144号線も市内を走っている。
オーエンズボロ・デイビス郡地域空港はエバンズビル地域空港と共に地域商業空港として機能している。
1884年に設立されたオーエンズボロ・ワゴン会社は国内でも最大かつ影響力ある箱馬車会社だった。8種類のスタイルとサイズの馬車があり、20世紀への変わり目まで標準的品質を設定していた。

## 文化

### メディア
オーエンズボロで購読される日刊紙はパデューカのパクストン・メディアグループが所有する「メッセンジャー・インクワイア」紙である。
ラジオ局としては、WBIO (FM)、WOMI (AM)、WVJS (AM)、WBKR (FM)およびエバンズビルから放送する多くの放送局がある。WSTO (FM)はオーエンズボロで免許を取得しているが、エバンズビルを本拠地にしている。
市内にはテレビ局が無いが、ニールセン・メディア・リサーチに拠ると全米第100位の大きさであるエバンズビル・テレビ市場の一部である。しかし、2007年初期、WFIE-TVがオーエンズボロに支局を開局して、上記市場のうちケンタッキー州西部の郡部をカバーしている。地元テレビ局の多くはエバンズビル、ヘンダーソンとオーエンズボロを顧客にするものが多い。

### 行事
- オーエンズボロは「世界のバーベキュー首都」を標榜しており、毎年5月の第2週に国際バーベキュー祭と競技会を開催している。
- 夏季には中心街川面で16週連続の屋外コンサート「フライディ・アフター5」が開催されている。毎週金曜日の午後5時から11時まで、バンドのライブ演奏、家族向け行事、および娯楽がある。推計観客数は55,000人である[6]。
- 毎年9月、スポーツセンター・モアランド公園複合施設でオーエンズボロ・パンプキンフェストが開催されている。この祭りでは、屋台、職人、遊園地式の乗り物、子供と大人のゲームおよびカボチャを使ったコンテストが行われる[7]。毎年週末のロングコンサートには、ベルベット・ボンバーズ、サンダウン、バッド・キティおよびミスター・ナイスガイなど、地域のトップバンドが出演する。この祭りはグレンメアリー・シスターズがアメリカ合衆国南東部におけるその伝道活動について認知度を上げ、寄付を募るために始められた。しかし、2009年10アツにニュービギニングス・レイプ・クライシス・センターに管轄が渡された[8]。
- オーエンズボロでは毎年特徴ある募金活動がある。「料理する男性 - 著名人シェフ祭りとオークション」は2007年に、リチャード・レンプ・モリス[9][10] とオーエンズボロ警察署副所長のデイビッド・トンプソンおよび多くの献身的ボランティアの協力で初めて開催された。この祭りは友好的な競技の場でその料理の才能を披露する素人シェフが登場し、シルバー・スプーン賞の獲得を目指す。他にも料理、生演奏、さらに無言の生オークションがある。この行事はケンタッキー州知事のスティーブン・L・ベシア、州下院議員トミー・N・トンプソン、ジム・グーチおよびジム・グレン、市政委員のアル・マッティングレー、市長のトム・ワトソンとロン・ペイン、およびジョン・マクレイス司祭に認知されてきた。祭りの収益はすべてグレンメアリー・シスターズの伝道活動に充てられる。グレンメアリー・シスターズは1941年以来、田園南部とアパラチア地方に住む最貧層のアメリカ人を支援してきた。教会に属していない、十分なサービスを受けていないおよび抑圧された人々に手を差し出すことに興味を共有する支持者からのほとんど全的な寄付で運営されている
- オーエンズボロではルイビルのペガサス・パレードに次いで第2位、ケンタッキー州で最大級のクリスマス・パレードがある。感謝祭のまえの土曜日に開催されるこのパレードには、マーチングバンド、道化、消防車、ビューティ・クイーン、ミニチュア馬、および装飾された山車が登場する[11]。
- 夏季にはカレッジ対抗木製バット野球のKITリーグに所属するオーエンズボロ・オイラーズが本拠地にしている。オイラーズは2008年のプレイオフに優勝し、2006年シーズンで優勝した。

### 見どころ
- ベン・ホーズ州立公園
- 国際ブルーグラス音楽博物館
- 西ケンタッキー植物園
- グロバー・ケーリー橋
- ウィリアム・H・ナッチャー橋

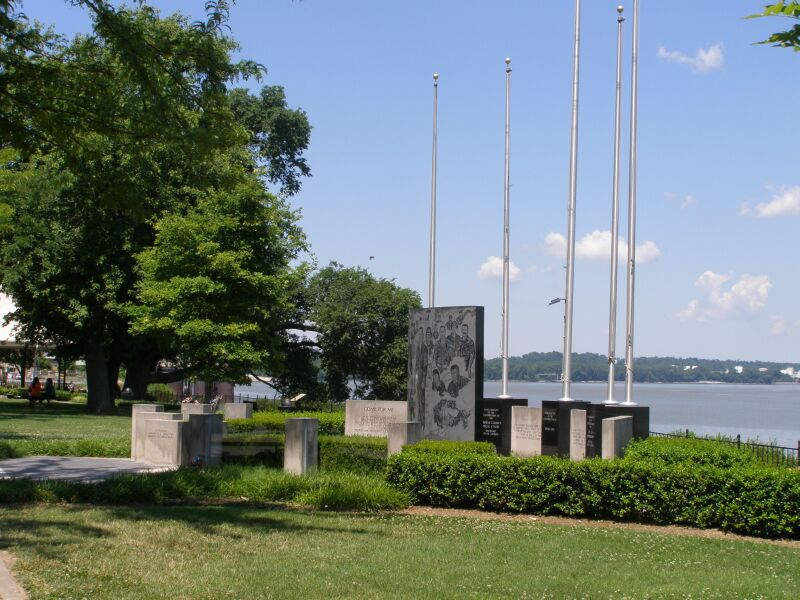
川面の軍事記念碑

- アダス・イスラエル寺院 - アメリカ合衆国に現存する最古級のシナゴーグ[12]
- 最大のササフラの木

## 著名な出身者
政界
- ウェンデル・H・フォード、元ケンタッキー州知事、アメリカ合衆国上院議員
- ジョン・M・スポルディング、第二次世界大戦の英雄、政治家
- W・ラルフ・バシャム、アメリカ合衆国シークレットサービス元長官
- スティーブ・ヘンリー、元ケンタッキー州副知事
- ウィルバー・キングスベリー・ミラー、連邦判事

スポーツ
- ユージン・オバースト、オリンピックの槍投げ競技で銅メダリスト
- レックス・チャップマン、元NBAバスケットボール選手
- ウェイン・チャップマン、元NBAとABAバスケットボール選手
- クリフ・ヘイガン、元NBAバスケットボール選手
- ブラッド・ウィルカーソン、MLB野球選手
- ブルース・ブルベイカー、元MLB野球選手
- ダレル・ウォルトリップ、NASCARドライバー、スポーツ解説者
- マイケル・ウォルトリップ、NASCARドライバー
- ボー・スミス、カナディアン・フットボール・リーグ選手
- ジェレミー・メイフィールド、NASCARドライバー
- ジェフ・グリーン、デイビッド・グリーンおよびマーク・グリーン、NASCARドライバー
- スチュアート・カービー、NASCARドライバー
- ジャスティン・ミラー、NFLアメリカンフットボール選手
- ニック・バーナー、ビリヤードのチャンピオン
- ニッキー・ヘイデン、モーターサイクル・ロードレーサー、2006年ロードレース世界選手権MotoGPのチャンピオン
- ロジャー・リー・ヘイデン、モーターサイクル・ロードレーサー
- トミー・ヘイデン、モーターサイクル・ロードレーサー
- B・J・ウィットマー、プロレスラー
- ジョー・ハーデスティ、ローラースケート選手、1977年と1978年の全米チャンピオン
- マーク・ヒッグズ、元NFLアメリカンフットボール選手
- ケン・ウィリス、元NFLアメリカンフットボール選手
- クリス・ブラウン、元NFLアメリカンフットボール選手
- ジェフ・ジョーンズ、カレッジ対抗バスケットボールのコーチ
- ビンス・バック、NFLアメリカンフットボール選手
- トミー・クロン、プロ・バスケットボール選手

エンターテイナー
- ジョニー・デップ、俳優、映画監督、音楽家
- トム・イーウエル、俳優
- ブライアン・"ビーj"・ジャクソン、ラジオとテレビのパーソナリティ
- マーク・スチュアート、オーディオ・アドレナリンのボーカリスト
- ウィリアム・ブース・ウェッカー、1930年代と1940年代のショーマン
- バイロン・C・ミラー、映画制作者、ゴッド・モジュールのメンバー
- ジョン・ファーガソン、ジ・アップルズ・イン・ステレオのメンバー
- トム・パワーズ、俳優
- クリスチーヌ・ジョンソン、オペラ歌手、トニー賞候補になったブロードウェイの女優
- フロレンス・ヘンダーソン、女優、テレビのシチュエーション・コメディ「サ・ブラディ・バンチ」に出演
- ジャレド・ライト、出演契約交渉担当者、プロモーター

著作家とジャーナリスト
- テリー・ビッスン、小説家
- チャック・クラーク、ジャーナリスト
- スティーブン・F・コーエン、ロシア学者
- クレイグ・クロウフォード、政治解説者
- マーカス・レディカー、著作家

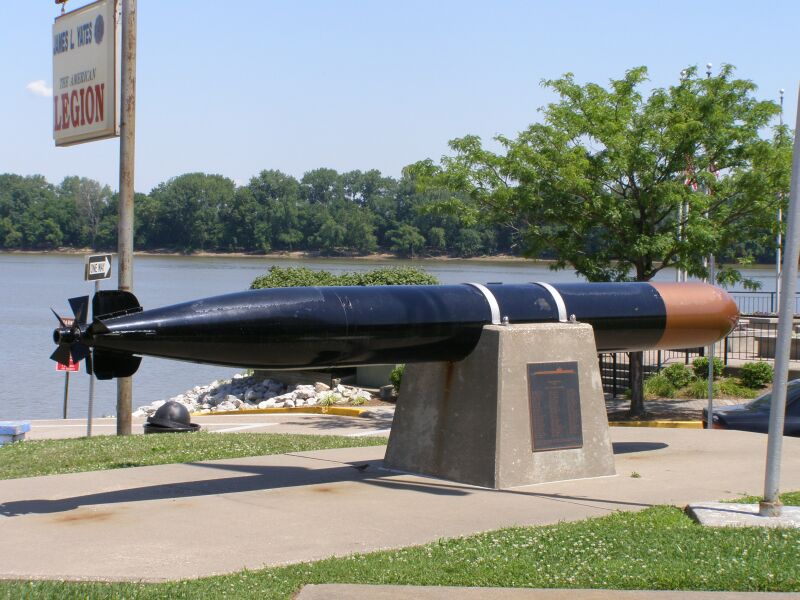
ダドリー・モートン記念碑、アメリカン・リージョン・ホール

- モネータ・スリート・ジュニア、ピューリッツァー賞受賞写真家

その他
- ビューラー・アナン、殺人容疑者
- ダドリー・W・モートン、アメリカ海軍指揮官
- ブレット・ベイカー、広告コピーライター
- フィリップ・スコット・ベル、広告コピーライター

## 姉妹都市
オーエンズボロは2都市と姉妹都市を結んでいる。
- チェコ、オロモウツ
- 日本、愛知県日進市